# Offagna
Offagna là một đô thị ở tỉnh Ancona trong vùng Marche, nằm cách 11 km về phía tây nam của Ancona. Tại thời điểm ngày 31 tháng 12 năm 2004, đô thị này có dân số 1.801 và diện tích là 10,5 km².
Offagna giáp các đô thị sau: Ancona, Osimo, Polverigi.